# Jógvan Isaksen
Jógvan Isaksen (født 25. august 1950 i Tórshavn) er en færøsk forfatter og litteraturhistoriker. Bedst kendt er han for sine kriminalromaner og for bogen Færøsk Litteratur (1993).

## Virke
Jógvan Isaksen er søn af Magnhild Isaksen og Reimar Isaksen, som begge stammer fra Gøta. Efter afgangseksamen i 1970 tog han til Danmark for at studere nordisk filologi på Aarhus Universitet og blev i 1982 magister i nordisk litteraturvidenskab. Siden 1986 har han været lektor i færøsk sprog og litteratur på Københavns Universitet. Fra 2000 har han været hovedredaktør på magasinet Nordisk litteratur under Nordisk Ministerråd.
Siden 1978 har Jógvan Isaksen arbejdet som forfatter og modtog i 1994 Færøernes litteraturpris for litteraturvidenskabsbogen om forfatteren Hanus Andreassen (Hanus Kamban) samt for sit værk om færøsk litteratur.
Krimien Blid er den færøske sommernat (Blíð er summarnátt á Føroyalandi) var en af de første krimier overhovedet skrevet på færøsk og den første færøske krimi, der også foregår på Færøerne. Den er oversat til dansk, islandsk og tysk.

### Romaner (krimi)
- 1990 – Blíð er summarnátt á Føroyalandi.
  - 1991 – dansk: Blid er den færøske sommernat, ISBN 87-7456-426-9
  - 2011 – dansk: Blid er den færøske sommernat, 2. udgave, paperback. ISBN 978-87-92286-30-7
- 1994 – Gráur oktober. Skaldsøga
  - 1995 – dansk: Grå oktober, ISBN 87-7456-478-1
  - 2011 – dansk: Grå oktober, 2. udgave, paperback. ISBN 978-87-92286-31-4
- 2005 – Krossmessa, krimi, ISBN 99918-43-62-0
  - 2009 – dansk: Korsmesse, ISBN 978-87-92286-14-7
  - 2011 – dansk: Korsmesse, 2. udgave, paperback. ISBN 978-87-92286-39-0
  - 2016 – engelsk: Walpurgis Tide, Norvik Press. ISBN 978-19-09408-24-1
- 2006 – Adventus Domini, krimi
- 2008 – Metusalem, krimi
  - 2011 – dansk: Metusalem, ISBN 978-87-92286-29-1
- 2009 – Norðlýsi, krimi
- 2010 – Norska Løva, krimi
- 2011 – Deydningar dansa á Sandi, krimi,[1]
- 2012 – Tann fimti maðurin, krimi[2]
- 2013 Prædikarin. Krimi (om William Hammer), Mentunargrunnur Studentafelagsins[3]
- 2014 Vølundarhús. Krimi (om Hannis Martinsson). Mentunargrunnur Studentafelagsins. ISBN 978-99918-75-24-8
- 2015 – Hitt blinda liðið. Krimi (om William Hammer). Mentunargrunnur Studentafelagsins. ISBN 978-99918-75-38-5
- 2016 – Drotningarringurin. Krimi (om Hannis Martinsson). Marselius. ISBN 978-99918-79-00-0
- 2017 – Heljarportur. Krimi (om William Hammer). Marselius. ISBN 978-99918-79-01-7
- 2018 – Anathema. Krimi (om William Hammer). Marselius. ISBN 978-99918-79-03-1
- 2019 – Arktis. Krimi (om William Hammer). Marselius. ISBN 978-99918-79-04-8
- 2020 – Paranoia. Krimi (om Hannis Martinsson og William Hammer). Marselius.

### Børnebøger
- 1991 – Brennivargurin
  - 1998 – Brandstifteren, Forlaget Vindrose, dansk oversættelse af Brennivargurin. ISBN 87-7456-564-8
- 1996 – Teir horvnu kirkjubøstólarnir. Roman for børn og unge
- 1999 – Barbara og tann horvna bamsan

### Bøger om færøsk litteratur og andre publikationer
- 1983 – Føroyski Mentunarpallurin. Greinir og ummæli
- 1986 – Ongin rósa er rósa allan dagin. Um skaldskapin hjá Róa Paturssyni
  - 1988 – Ingen rose er rose hele dagen. Rói Paturssons digtning.
- 1987 – Amariel Norðoy. Tekstur: Jógvan Isaksen. Yrkingar: Rói Patursson. Sammen med Anfinnur Johansen, Dorthe Juul Myhre, Troels Mark Pedersen og Rógvi Thomsen
- 1988 – Í gráum eru allir litir. Bókmentagreinir
- 1988 – At taka dagar ímillum. Um at ummæla og eitt úrval av ummælum
- 1988 – Ein skúladagur í K. Føroyskar skemtisøgur. Í úrvali og við inngangi eftir Jógvan Isaksen
- 1989 – Ingálvur av Reyni. Tekstur: Gunnar Hoydal. Saman við Dorthe Juul Myhre, Amariel Norðoy og Rógva Thomsen
- Færøsk litteratur. Introduktion og punktnedslag. Det arnamagnæanske institut, 1992.
- 1992 – Ingi Joensen: Reflektión. Fotobók. Saman við Dorthe Juul Myhre og Amariel Norðoy
- 1993 – Í hornatøkum við Prokrustes. Stuttsøgurnar hjá Hanusi Andreassen
- 1993 – Færøsk Litteratur. Forlaget Vindrose, ISBN 87-7456-478-1.
- 1995 – Treð dans fyri steini. Bókmentagreinir, 1995.
- 1995 – Zacharias Heinesen. Tekstur: Jógvan Isaksen. Saman við Amariel Norðoy, Dorthe Juul Myhre, Helga Fossádal og Jon Hestoy
- 1996 – Á ólavsøku. Ein summarkrimi í 9 pørtum (En sommerkrimi i 9 dele). Antonia (forlag).[4]
- 1996 – Var Kafka klaksvíkingur? 26 ummælir
- 1997 – Tekstur til Amariel Norðoy. Norðurlandahúsið í Føroyum
- 1997 – Omkring Barbara. Greinasavn. Saman við Jørgen Fisker, Nils Malmros og John Mogensen, 1997.
- 1997 – Homo Viator. Um skaldskapin hjá Gunnari Hoydal
- 1998 – William Heinesen: Ekskursion i underverdenen. I udvalg og med efterskrift af Jógvan Isaksen
- 1998 – Á verðin, verðin! Skaldsøgan "Barbara" eftir Jørgen-Frantz Jacobsen
- 1999 – Jørgen-Frantz Jacobsen: Den yderste kyst – og andre essays. I udvalg og med efterskrift af Jógvan Isaksen
- 2000 – Ingálvur av Reyni. Víðkað og broytt útgáva (Udvidet udgave). Sammen med Amariel Norðoy, Dorthe Juul Myhre og Gunnar Hoydal
- 2001 – Livets geniale relief – omkring Jørgen-Frantz Jacobsens roman Barbara, ISBN 87-91078-04-0
- 2004 – Mellem middelalder og modernitet – Omkring William (Om William Heinesen's forfatterskab)
- 2006 – Loystur úr fjøtrum - Um skaldskapin hjá Heðini Brú, Mentunargrunnur Studentafelagsins. (Om Heðin Brú's forfatterskab)[5][6]
- 2008 – Dulsmál og loynigongir. Ummælir (Anmeldelser). Mentunargrunnur Studentafelagsins
- 2010 – Sóttrøll. Um søgur og skaldsøgur eftir Jens Paula Heinesen, Mentunargrunnur Studentafelagsins. (Om Jens Pauli Heinesen's noveller og romaner).[7]
- 2014 – At myrða við skrivaraborðið. 141 sider.[8] Mentunargrunnur Studentafelagsins.[9]
- 2019 – Ars Moriendi - Kynstrið at doyggja. Um digtsamlingen Gudahøvd af Jóanes Nielsen. ISBN 978-99972-1-318-1